# Craniophora
Craniophora es un género  de lepidópteros de la familia Noctuidae. Es originario de Eurasia y Australia.

## Especies
- Craniophora fasciata Moore, 1884
- Craniophora ligustri – Coronet Denis & Schiffermüller, 1775
- Craniophora melanisans Wiltshire, 1980
- Craniophora malesiae Holloway, 1989
- Craniophora nodyna Turner, 1904
- Craniophora phaeocosma Turner, 1920
- Craniophora pontica Staudinger, 1879